# Ol'ga Ščučkina
Ol'ga Vasil'evna Ročeva, coniugata Ščučkina, accreditata come Olga Schuchkina dalla FIS (in russo Ольга Васильевна Рочева-Щучкина?; Syktyvkar, 23 ottobre 1980), è un'ex fondista russa.
È figlia di Vasilij e Nina e sorella di Anatolij e Vasilij, tutti a loro volta fondisti di alto livello.

## Biografia
In Coppa del Mondo ha esordito l'8 dicembre 2002 a Davos (14ª) e ha ottenuto il primo podio il 23 gennaio 2010 a Rybinsk (3ª).
In carriera ha preso parte a un'edizione dei Giochi olimpici invernali, Vancouver 2010 (37ª nella 30 km).

## Palmarès

### Coppa del Mondo
- Miglior piazzamento in classifica generale: 36ª nel 2010
- 1 podio (individuale):
  - 1 terzo posto